# Samu Manoa

a Compétitions nationales et continentales officielles uniquement.

b Matchs officiels uniquement.
Dernière mise à jour le 15 avril 2020.
Samuela Vainga Manoa dit « Samu Manoa », né le 5 mars 1985 à Concord (État de Californie, États-Unis), est un joueur américain de rugby à XV qui évolue principalement au poste de deuxième ligne ou de troisième ligne centre. Il joue avec l'équipe des États-Unis depuis 2010.

## Carrière

### En club
Le 8 novembre 2014, le président du Rugby club toulonnais Mourad Boudjellal annonce officiellement la signature de Samu Manoa.

### En équipe nationale
Manoa est sélectionné au sein de l'équipe américaine pour disputer les tests d'automne 2010. Il honore sa première sélection face à la Géorgie le 27 novembre 2010. Il dispute également  deux autres rencontres pour les Eagles, surnom de l'équipe américaine, lors de cette même période, face aux Saracens et à l'Écosse A. Lors de ces trois rencontres il est titulaire au poste de seconde ligne.
En vertu du contrat le liant aux Northampton Saints, Manoa ne dispute pas la Coupe du monde de rugby à XV 2011[réf. nécessaire].
Il effectue son retour en sélection en 2013, il dispute au mois de juin son second match officiel à Houston face à l'Irlande qui effectue une tournée en Amérique du Nord. Il dispute également au cours du mois d'août une rencontre de qualification pour la Coupe du monde de rugby à XV 2015 face au Canada, un match perdu (9-27). Il remporte son premier match avec sa sélection lors de sa quatrième sélection, face à la Géorgie. Le 23 novembre, il honore sa cinquième cape et il inscrit au cours de la rencontre son premier essai international lors de la victoire américaine (28-7) face à la Russie.
Au mois de mars 2014, il participe à la double confrontation comptant pour les qualifications pour la Coupe du monde de rugby à XV 2015 face à l'Uruguay, lors du match aller à Montevideo, Manoa inscrit son second essai pour les Eagles qui décrochent le match nul (27-27), lors du match retour Manoa participe à la victoire américaine (32-13), cette victoire qualifie les États-Unis pour la Coupe du monde.
Au cours du mois de juin 2014, Manoa est aligné à deux reprises au poste de deuxième ligne face au Japon et au Canada pour le compte de la North Pacific Conference de la Pacific Nations Cup 2014. Le 1er novembre à Chicago , Manoa affronte pour la première fois les All Blacks avec sa sélection nationale, sa sélection s'inclinant très largement (6-74).

## Statistiques

### En club
| Saison                   | Club                     | Compétition              | Matchs | Points | Essais | Transf. | Drops | Pénal. |
| ------------------------ | ------------------------ | ------------------------ | ------ | ------ | ------ | ------- | ----- | ------ |
| 2011-2012                | Northampton Saints       | Championnat d'Angleterre | 18     | -      | -      | -       | -     | -      |
| 2011-2012                | Northampton Saints       | Coupe d'Europe           | 6      | 5      | 1      | -       | -     | -      |
| 2011-2012                | Northampton Saints       | Coupe d'Angleterre       | 3      | -      | -      | -       | -     | -      |
| 2012-2013                | Northampton Saints       | Championnat d'Angleterre | 24     | 10     | 2      | -       | -     | -      |
| 2012-2013                | Northampton Saints       | Coupe d'Europe           | 6      | -      | -      | -       | -     | -      |
| 2012-2013                | Northampton Saints       | Coupe d'Angleterre       | 3      | -      | -      | -       | -     | -      |
| 2013-2014                | Northampton Saints       | Championnat d'Angleterre | 21     | 30     | 6      | -       | -     | -      |
| 2013-2014                | Northampton Saints       | Coupe d'Europe           | 6      | 5      | 1      | -       | -     | -      |
| 2013-2014                | Northampton Saints       | Challenge européen       | 2      | -      | -      | -       | -     | -      |
| 2013-2014                | Northampton Saints       | Coupe d'Angleterre       | 3      | 15     | 3      | -       | -     | -      |
| 2014-2015                | Northampton Saints       | Championnat d'Angleterre | 16     | 30     | 6      | -       | -     | -      |
| 2014-2015                | Northampton Saints       | Coupe d'Europe           | 6      | 20     | 4      | -       | -     | -      |
| 2014-2015                | Northampton Saints       | Coupe d'Angleterre       | -      | -      | -      | -       | -     | -      |
| 2015-2016                | RC Toulon                | Championnat de France    | 8      | 5      | 1      | -       | -     | -      |
| 2015-2016                | RC Toulon                | Coupe d'Europe           | 3      | -      | -      | -       | -     | -      |
| 2016-2017                | RC Toulon                | Championnat de France    |        |        |        | -       | -     | -      |
| 2016-2017                | RC Toulon                | Coupe d'Europe           |        |        |        | -       | -     | -      |
| Total Northampton Saints | Total Northampton Saints | Total Northampton Saints | 125    | 130    | 26     | -       | -     | -      |

### En équipe nationale
| Année       | Compétition    | Matchs | Points | Essais | Transf. | Drops | Pénal. |
| ----------- | -------------- | ------ | ------ | ------ | ------- | ----- | ------ |
| 2010        |                |        |        |        |         |       |        |
| Test matchs | 1              | -      | -      | -      | -       | -     |        |
| 2013        |                |        |        |        |         |       |        |
| Test matchs | 4              | 5      | 1      | -      | -       | -     |        |
| 2014        | Test matchs    | 5      | 5      | 1      | -       | -     | -      |
| 2015        | Test matchs    | 1      | -      | -      | -       | -     | -      |
| 2015        | Coupe du Monde | 4      | -      | -      | -       | -     | -      |
| Total       | Total          | 15     | 10     | 2      | 0       | 0     | 0      |